# Gadderke

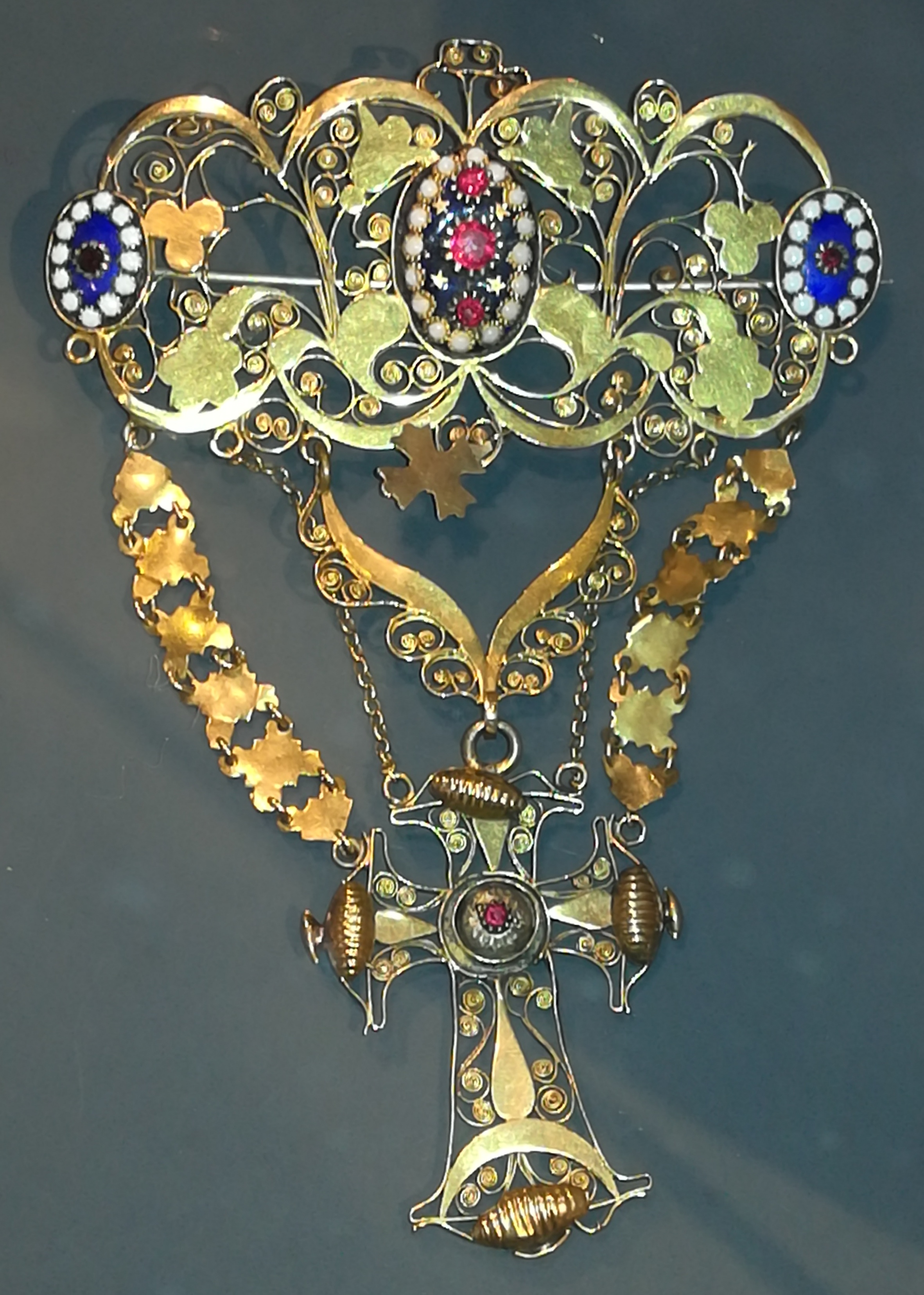
Gadderke, mehrteiliges Schmuckstück aus Westfalen, Sammlung Irene Steiner

Gadderke ist ein mehrteiliger Gitterschmuck in Filigranarbeit aus Silber, dünnem Tombak- oder Goldblech. Es wird in der niederländischen Nordbrabant, im Münsterland im Osnabrücker Land und in Schaumburg-Lippe an einer Halskette oder als Brosche getragen. Im Emsland wird diese Schmuckart Hümmlingschmuck oder Bengelwerk genannt, hängt ein Kreuz daran, ist es ein Krüzbengel. Am Niederrhein und im niederländischen Limburg heißt das entsprechende Schmuckstück Schuwe.
Der Herkunft nach ist das Gadderke ein friesischer Schmuck für verheiratete Frauen. Wohlhabende Bürgerinnen und Bäuerinnen trugen diesen im 20. Jahrhundert. Heute trägt man in Ostfriesland den Schmuck häufig ohne Kreuzanhänger.